# Короткорылый продельфин
Короткорылый продельфин, или короткорылый вертящийся продельфин, или дельфин Климне (лат. Stenella clymene), — небольшой тропический дельфин.

## Описание
Очень похож на длиннорылого продельфина и эти два вида могут образовывать смешанные стада. С близкого расстояния можно заметить, что клюв Stenella clymene немного короче, а спинной плавник менее прямой и треугольный. Верхняя часть тела чёрная, нижняя белая. Взрослые достигают размер примерно до 2 м в длину и веса 75—80 кг. Беременность длится 11 месяцев, новорожденные около 75 сантиметров в длину. В кариотипе 44 хромосомы.

## Места обитания и образ жизни
Встречается только в тропических и субтропических водах Атлантического океана, в том числе в Карибском море и Мексиканском заливе. Это глубоководный, океанический вид, обычно не встречающийся у побережья (если только глубокая вода не подходит к берегам).

## Поведение
Кормом служит небольшая рыба, кальмары. Собираются в группы от нескольких до 500 особей.